# Okus (fizika)
Okus je v kvantni kromodinamiki skupina kvantnih števil osnovnih delcev, ki omogočajo ločiti različne tipe leptonov in kvarkov, ki pripadajo skupini fermionov.
Okus je vpeljal ameriški fizik Murray Gell-Mann (rojen 1929). Uporablja se v teoriji šibke jedrske sile. V teoriji šibke jedrske sile se simetrija poruši in okus se ne ohranja. V kvantni kromodinamiki obstoja globalna simetrija in se ohranja okus v vseh procesih, ki so posledica samo močne jedrske sile. Kvark ima šest okusov, ki označujejo šest tipov kvarkov.

## Kvantna števila okusa

### Leptoni
Leptoni imajo leptonsko število enako 1 (L = 1). Leptoni imajo tudi šibki izospin (oznaka T3 za tretjo komponento), ki je enak – ½ za nabite leptone in je enak +1/2 za tri pripadajoče nevtrine. Vsak par nabitega leptona in pripadajočega nevtrina ima nasprotni T3 in tvorijo eno generacijo leptonov. 
V naslednji preglednici so navedena kvantna števila okusa za leptone.
| ime delca            | oznaka | Kvantna števila okusa |
| -------------------- | ------ | --------------------- |
| elektron             | e      | Le=1, Q=−1, YW=−1     |
| elektronski nevtrino | νe     | Le=1, Q=0, YW=−1      |
| mion                 | μ      | Lμ=1, Q=−1, YW=−1     |
| mionski nevtrino     | νμ     | Lμ=1, Q=0, YW=−1      |
| tauon                | τ      | Lτ=1, Q=−1, YW=−1     |
| tauonski nevtrino    | ντ     | Lτ=1, Q=0, YW=−1      |

Pri tem oznaka Le pomeni kvantno število za elektronski nevtrino, oznaka Lμ za mionski nevtrino, Lτ pa za tauonski nevtrino. Ostale oznake glej spodaj (kvarki).

### Kvarki
Vsi kvarki nosijo barionsko število B = 1/3 in šibki izospin.
Kvarkom lahko pripišemo naslednja kvantna števila okusa :
- izospin (oznaka I3  za tretjo komponenti izospina) , ki ima vrednost I3 = ½ za kvark u in vrednost I3 = -½ za kvark d.
- čudnost (oznaka S), ki je enako -1 za kvark s.
- čar (oznaka C), ki je enako +1 za kvark c
- dno (oznaka B'), ki je enako -1 za kvark b
- vrh (oznaka T), ki je enako +1 za kvark t

Ta kvantna števila se ohranjajo pri elektromagnetni in močni jedrski interakciji. Ne ohranjajo pa se pri šibki jedrski interakciji.
Razen teh kvantnih števil se uporabljajo še izpeljana kvantna števila:
- hipernaboj (oznaka Y) Y =  B + S + C + B′ + T
- šibki hipernaboj (oznaka YW)  YW = 2(Q – T3)
- električni naboj (tukaj oznaka Q) Q = I3 + 1⁄2Y

V naslednji preglednici so navedena kvantna števila okusa za kvarke.
| ime kvarka        | oznaka | kvantna števila okusa                      |
| ----------------- | ------ | ------------------------------------------ |
| gor               | u      | B=1/3, Q=2/3, I3=1/2, Y=1/3, YW=1/3        |
| dol               | d      | B=1/3, Q=−1/3, I3=−1/2, Y=1/3, YW=1/3      |
| šarm              | c      | B=1/3, Q=2/3, I3=0, C=1, Y=4/3, YW=1/3     |
| čudnost           | s      | B=1/3, Q=−1/3, I3=0, S=−1, Y=−2/3, YW=1/3  |
| vrh (ali resnica) | t      | B=1/3, Q=2/3, I3=0, T=1, Y=4/3, YW=1/3     |
| dno (ali lepota)  | b      | B=1/3, Q=−1/3, I3=0, B'=−1, Y=−2/3, YW=1/3 |

Antidelci imajo kvantna števila okusa z nasprotnim predznakom (primer: pozitron ima Le = -1 in Q = 1).